# Бразильський новий крузадо
Новий крузадо (порт. Cruzado Novo) — це короткотривала валюта Бразилії, яка існувала з 15 січня 1989 року по 15 березня 1990 року. Вона замінила крузадо за обмінним курсом 1000 крузадо = 1 новий крузадо. Ця валюта мала символ {\displaystyle \mathrm {NCzS} \!\!\!\Vert } та код ISO 4217 BRN. Ця валюта поділялася на 100 сентаво. У 1990 році новий крузадо було перейменовано на крузейро (3 вип.).
Деномінація валюти була наслідком Плану Верано, яка стала одним із численних гетеродоксальних планів спроби стабілізації валюти. Цей метод перейменування використовувався з метою обійти можливі правові виклики, пов'язані з правами на валюту, що існували на той момент, як це сталося за Планом Брессера.
Метод грошового перейменування було використано знову в 1990 році, коли Фернандо Коллор ді Мелло обійняв посаду президента, і це перейменування в крузейро була проведена нарівні з цією валютою, що перебувала в обігу, попри ще більш жахливі наслідки такого економічного плану.

## Монети

### Звичайні
Стандартні обігові монети з нержавіючої сталі були випущені номіналом в 1, 5, 10 і 50 сентаво.
Планувалося випустити стандартну обігову монету з номіналом NCz$1 у 1990 році, яку прозвали «Хрест Христовий» (порт. Cruz de Cristo). Однак у березні 1990 року, перш ніж монету введено в обіг для громадськості, валюта країни була змінена на крузейро (3-й вип.), і тому цей дизайн ніколи не використовувався. В Центральному банку Бразилії зберігається 41 зразок цієї монети, з яких сорок зразків випущено в 1990 році, і є ще один зразок 1989 року, єдиний відомий зразок цього року. Крім того, відомо про 15 зразків у колекціонерів, загалом відомо 56 зразків цієї монети.
| Реверс | Аверс | Номінал  | Деталі                                                             |
| ------ | ----- | -------- | ------------------------------------------------------------------ |
|        |       | NCz$0.01 | Дизайн «Boiadeiro» зображує ковбоя або пастуха.                    |
|        |       | NCz$0.05 | Дизайн «Pescador» зображує рибалку.                                |
|        |       | NCz$0.10 | На малюнку «Garimpeiro» зображено старателя-кустаря .              |
|        |       | NCz$0.50 | Дизайн «Rendeira» зображує мереживницю або ткалю .                 |
|        |       | NCz$1    | Дизайн " Cruz de Cristo " зображує хрест всередині карти Бразилії. |

### Пам'ятні
На честь 100-річчя Республіки в Бразилії (1889—1989) було викарбувано дві монети нового крузадо: обігову монету номіналом 1 NCz$ та необігову срібну монету номіналом 200 NCz$.
| Реверс | Аверс | Номінал | Деталі                                      |
| ------ | ----- | ------- | ------------------------------------------- |
|        |       | NCz$1   | Обігова пам'ятна монета з нержавіючої сталі |
|        |       | NCz$200 | Необігова срібна пам'ятна монета            |

## Банкноти
Перші банкноти були наддруком на банкнотах крузадо, номіналом 1, 5 і 10 нових крузадо. В тому ж році з'явилися звичайні банкноти номіналом 50, 100 і 200 нових крузадо, а банкнота номіналом 500 нових крузадо була випущена в 1990 році. 

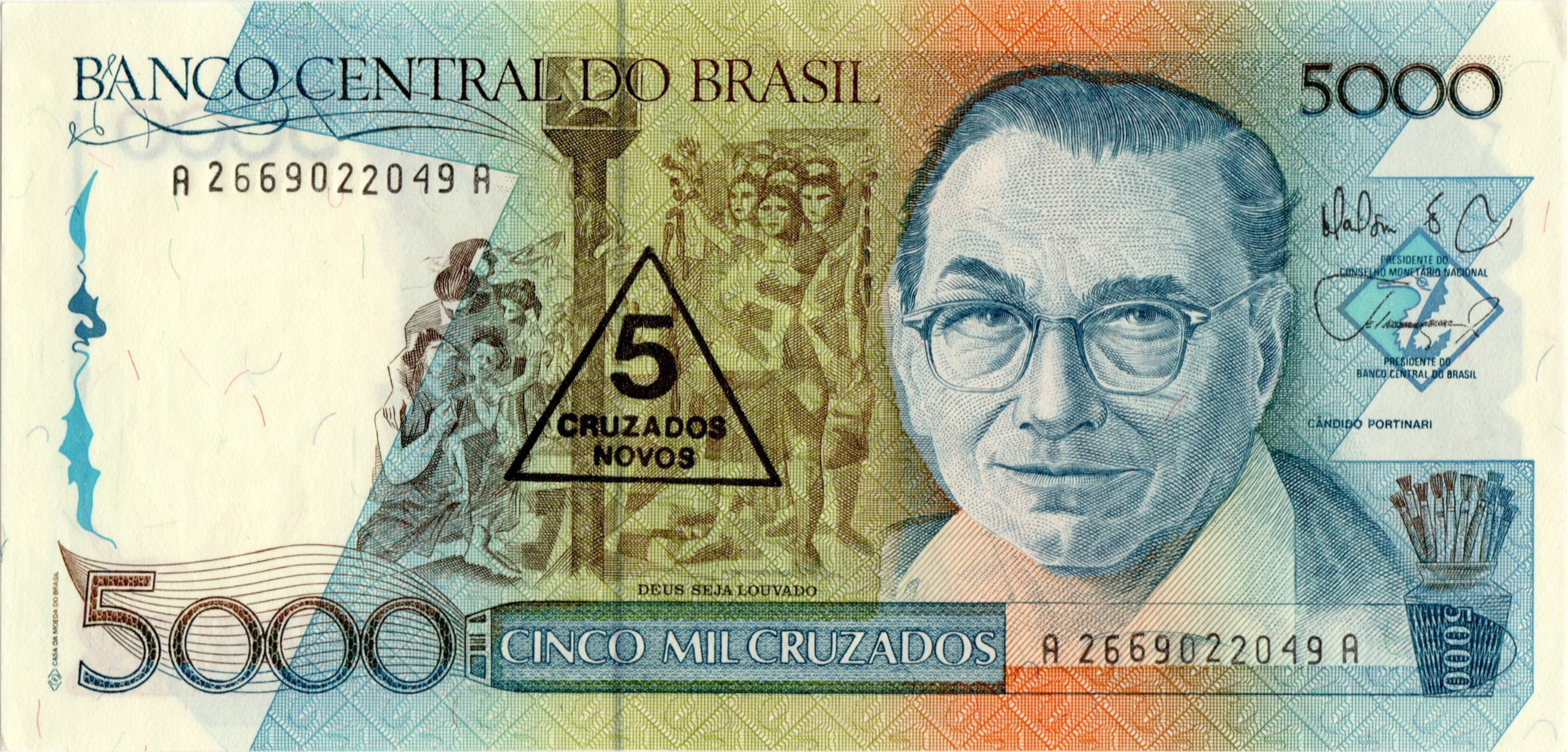
Банкнота номіналом 5 000 Cz$ з наддруком 5 NCz$, із зображенням Кандідо Портінарі
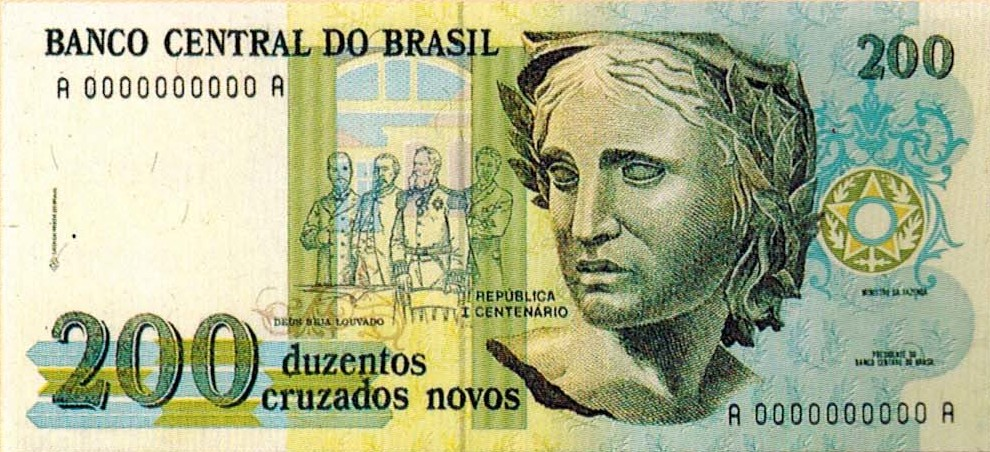
Банкнота номіналом 200 NCz$ 1989 року, присвячена 100-річчю проголошення Республіки
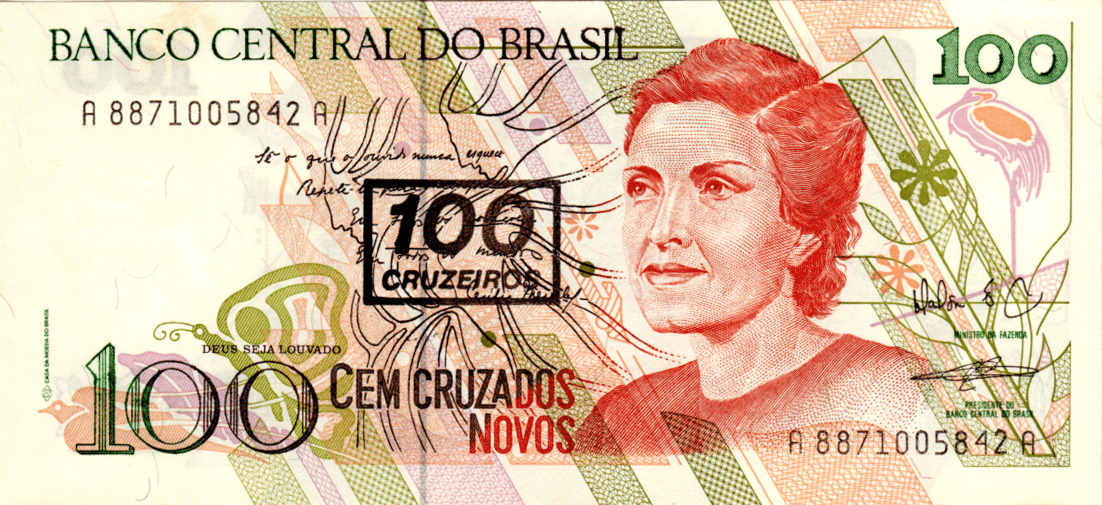
Банкнота номіналом 100 NCz$ із зображенням Сесілії Мейрелеш, з наддруком 100 Cr$.